# Pourquoi naître esclave ?
Pourquoi naître esclave ? est le nom donné par le sculpteur français Jean-Baptiste Carpeaux à une série de bustes qu'il a exécutés entre 1868 et  1870 dans le cadre d'une étude préparatoire pour le personnage incarnant l'Afrique sur la Fontaine des Quatre-Parties-du-Monde, dite aussi Fontaine de l'Observatoire, en raison de sa localisation Avenue de l'Observatoire à Paris. Réalisés à partir d'un modèle ayant posé pour l'artiste, ces bustes représentent celui d'une esclave, le corps entravé par des liens.
Avec cette œuvre, réalisée quelques années après la guerre de Sécession et alors que l'abolition de l'esclavage en France est encore récente (1848), Carpeaux a voulu manifester les horreurs de l'esclavage.

## Dimensions, date, signature et titre
Les dimensions sont : 60 cm de hauteur, 46 cm de largeur et 26 cm d'épaisseur.
Les exemplaires ne sont pas tous datés et tous les exemplaires ne comportent pas l'inscription du titre. Lorsqu'il est présent, celui-ci, « Pourquoi naître esclave », est inscrit sur la base de l'œuvre, en lettres capitales, suivi de la signature « J.-B. Carpeaux » en caractères cursifs, accompagnée du cachet d'atelier ovale figurant une aigle impériale, comportant la mention « propriété Carpeaux ». Il est à remarquer que le cachet de l'atelier-dépôt Carpeaux, rue d'Auteuil à Paris, qui d'après Poletti et Richarme 2003 accompagne normalement le cachet d'atelier, ne figure pas sur l'exemplaire du musée du Berry.

## Exemplaires
On dénombre au moins une dizaine d'exemplaires de l'œuvre en quatre matériaux différents et de différentes dimensions. 
- Quatre exemplaires sont en terre cuite, conservés respectivement au musée du Berry, à Bourges[3], au Musée Chéret à Nice, à Musée de la Chartreuse à Douai[4] et au Musée Metropolitan[5] à New York.
- Un exemplaire en bronze est au musée de Villèle, à Saint-Paul dans l'île de La Réunion.
- Cinq sont en plâtre, dont trois en France : l'un se trouve au Petit Palais à Paris, un autre au musée des Beaux-Arts de Reims, le troisième au musée d'Arts de Nantes. Le Cleveland Museum of Art a annoncé avoir fait l'acquisition d'un exemplaire en plâtre en avril 2022[6].  Un cinquième exemplaire se trouve en Belgique, dans une collection privée.
- Une version en marbre appartient à la collection de la Ny Carlsberg Glyptotek de Copenhague.
- Un exemplaire de taille réduite et sans l'inscription a été réalisé en porcelaine à la Manufacture Nationale de Sèvres.

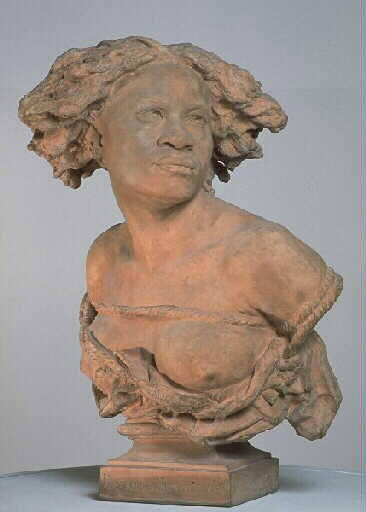
Pourquoi naître esclave ? en terre cuite, Musée de la Chartreuse.
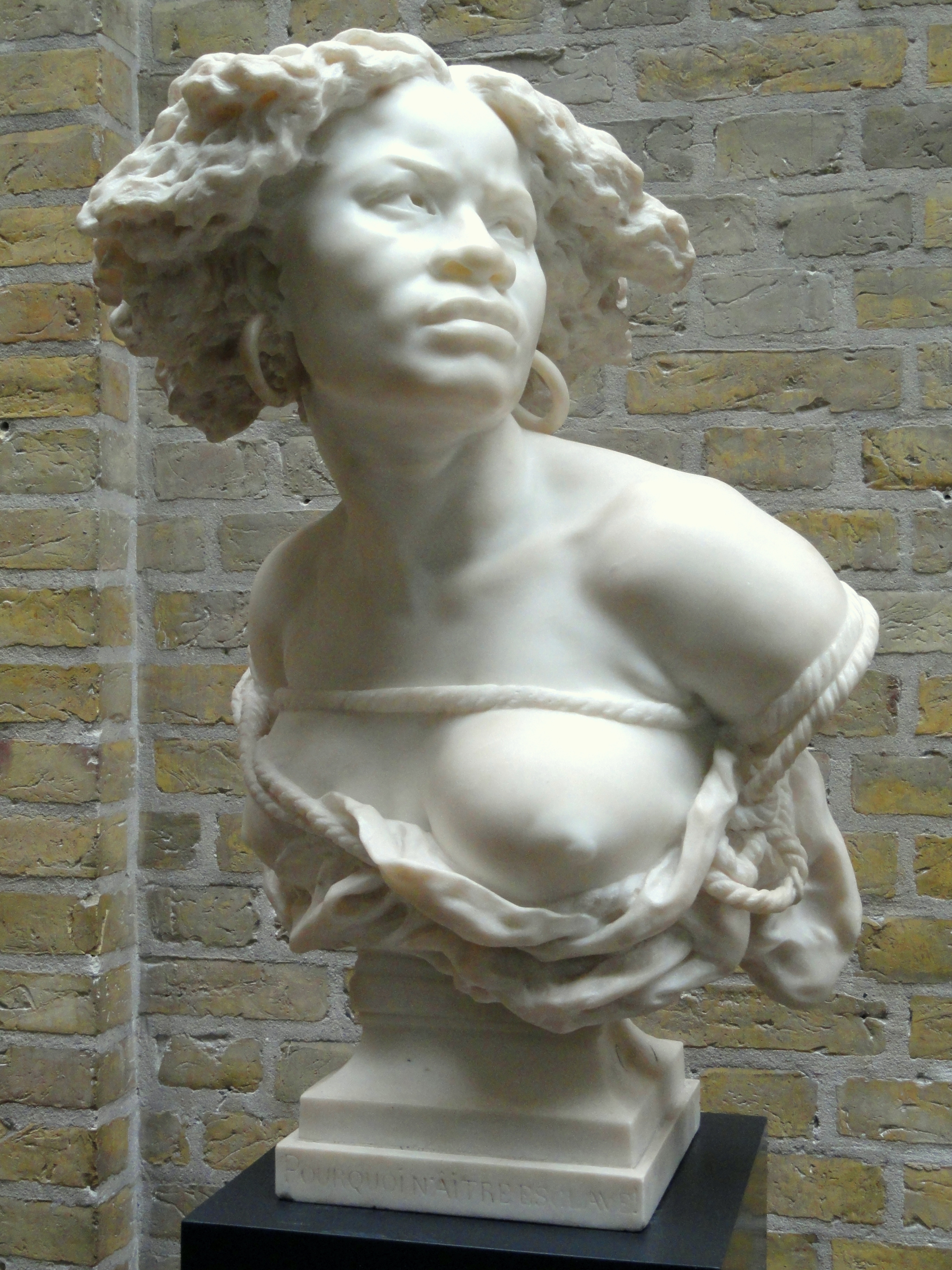
Pourquoi naître esclave ? en marbre, Copenhague, Ny Carlsberg Glyptotek.
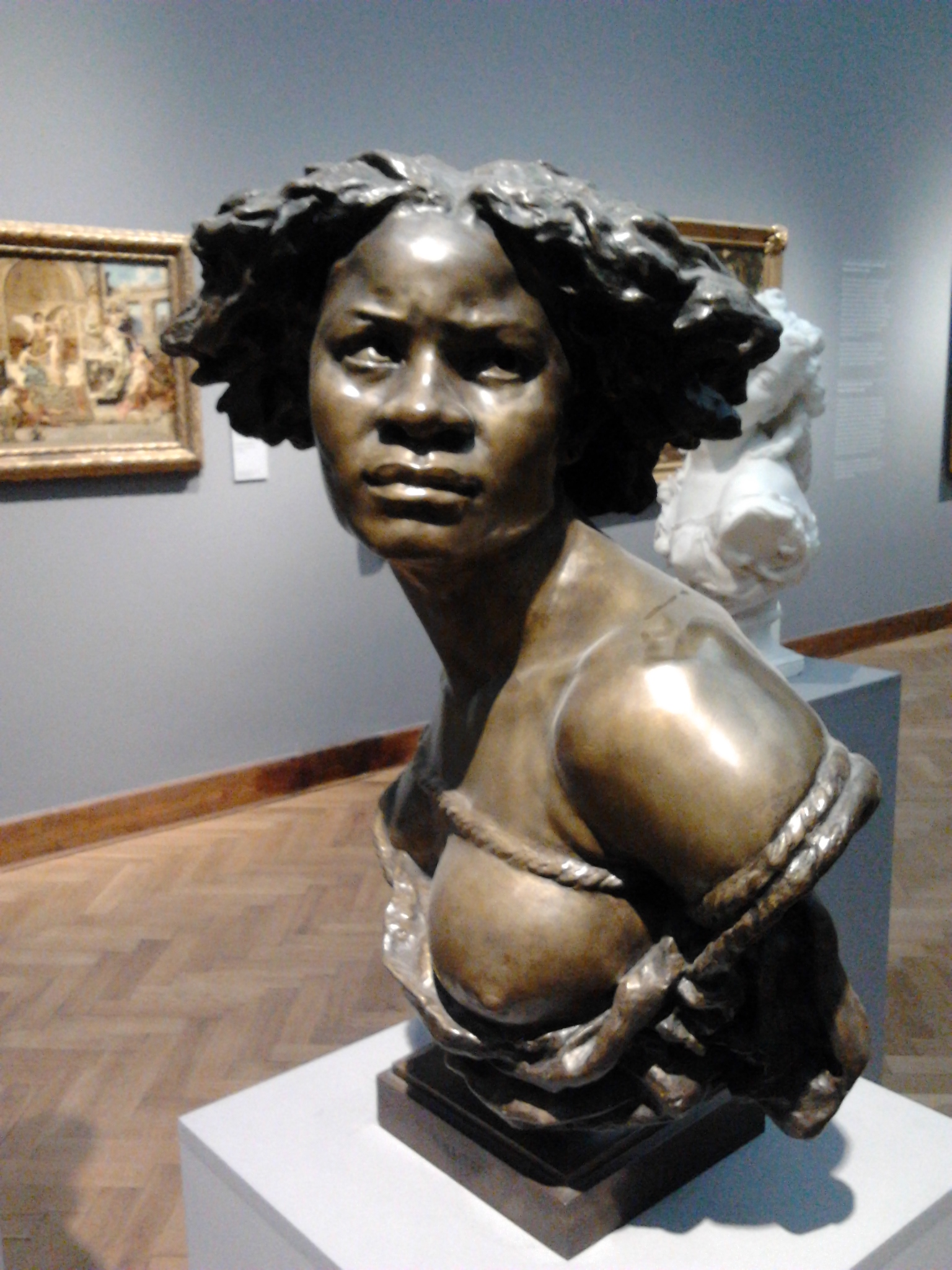
Négresse, Musée national de Varsovie.
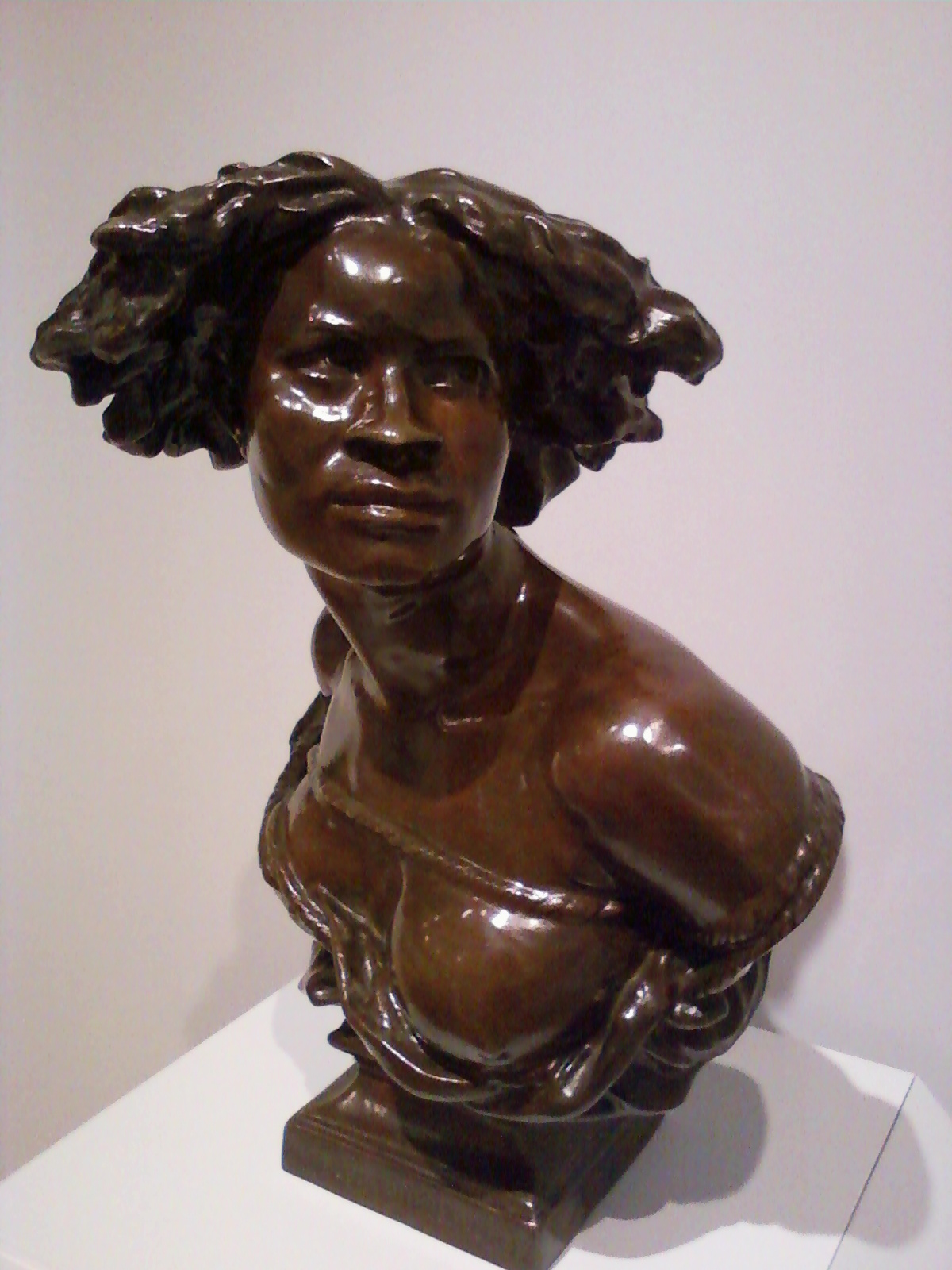
The Negress, Musée d'Art d'Indianapolis

Les exemplaires du musée de la Chartreuse et du musée du Berry à Bourges sont répertoriés sous le titre « Pourquoi naître esclave » dans la base Joconde,.